# Supercopa Uruguaya 2025
La Supercopa Uruguaya 2025 fue la octava edición de este torneo, en la cual se enfrentaron a partido único el Campeón Uruguayo 2024, Peñarol y el campeón del Torneo Intermedio 2024, Nacional.
El campeón de esta edición fue el Club Nacional de Football, luego de derrotar por 2-1 a Peñarol.

## Sistema de disputa
Se juega una final a partido único, el equipo que gane el partido, se consagrará como campeón de la Supercopa. 
En caso de empate, se juegan 30 minutos de alargue y si persiste la paridad, se disputa una tanda de penales para definir al campeón.

## Equipos participantes
La copa la disputaron los equipos vencedores del Campeonato Uruguayo de Primera División 2024 y el Torneo Intermedio 2024.
| Peñarol                              | Nacional                           |
| Campeón del Campeonato Uruguayo 2024 | Campeón del Torneo Intermedio 2024 |
| ------------------------------------ | ---------------------------------- |

## Partido
| Supercopa Uruguaya 2025; 26 de enero de 2025, 20:30 (UTC-3) | Nacional                  | 2:1 (2:0) | Peñarol    | Estadio Centenario, Montevideo |                           |
|                                                             | N. López 39' · Recoba 44' | Reporte   | 71' García | Árbitro(s): Javier Burgos      | Árbitro(s): Javier Burgos |

### Ficha del partido
| 12         | Guardameta     | Luis Mejía        |     |
| 11         | Defensa        | Gabriel Báez      |     |
| 4          | Defensa        | Sebastián Coates  |     |
| 29         | Defensa        | Julián Millán     | 81' |
| 19         | Defensa        | Lucas Morales     |     |
| 18         | Centrocampista | Jeremía Recoba    | 73' |
| 28         | Centrocampista | Franco Catarozzi  | 62' |
| 8          | Centrocampista | Christian Oliva   |     |
| 77         | Centrocampista | Nicolás Rodríguez | 62' |
| 7          | Delantero      | Nicolás López     |     |
| 9          | Delantero      | Bruno Damiani     | 73' |
| Entrenador | Entrenador     | Martín Lasarte    |     |

| 12         | Guardameta     | Guillermo de Amores |     |
| 15         | Defensa        | Maximiliano Olivera |     |
| 2          | Defensa        | Leonardo Coelho     |     |
| 23         | Defensa        | Javier Méndez       |     |
| 22         | Defensa        | Damián Suárez       | 46' |
| 27         | Centrocampista | Lucas Hernández     | 46' |
| 10         | Centrocampista | Leonardo Fernández  |     |
| 13         | Centrocampista | Eduardo Darias      | 60' |
| 6          | Centrocampista | Rodrigo Pérez       |     |
| 11         | Delantero      | Maximiliano Silvera | 80' |
| 25         | Delantero      | Jaime Báez          | 80' |
| Entrenador | Entrenador     | Diego Aguirre       |     |

| Anotado · Penal | 39' | Nicolás López  | 1–0 |
| Anotado         | 44' | Jeremía Recoba | 2–0 |

| Anotado | 71' | Diego García | 2–1 |

| 16 | Delantero      | Lucas Villalba | 62' |
| 31 | Centrocampista | Jairo Amaro    | 62' |
| 76 | Delantero      | Diego Herazo   | 73' |
| 22 | Centrocampista | Rómulo Otero   | 73' |
| 23 | Defensa        | Diego Polenta  | 81' |

| 50 | Delantero      | Diego García    | 46' |
| 20 | Defensa        | Pedro Milans    | 46' |
| 7  | Delantero      | Javier Cabrera  | 60' |
| 80 | Centrocampista | David Terans    | 80' |
| 9  | Delantero      | Felipe Avenatti | 80' |

| Amonestado | 21'    | Sebastián Coates  |
| Amonestado | 29'    | Nicolás Rodríguez |
| Amonestado | 69'    | Jairo Amaro       |
| Amonestado | 90+10' | Lucas Morales     |

| Amonestado | 19'    | Damián Suárez      |
| Amonestado | 25'    | Eduardo Darias     |
| Amonestado | 42'    | Leonardo Coelho    |
| Amonestado | 83'    | Pedro Milans       |
| Amonestado | 90+13' | Leonardo Fernández |

| Expulsado | 90+5' | Diego Herazo  |
| Expulsado | 90+5' | Nicolás López |

| Expulsado | 90+5' | Rodrigo Pérez  |
| Expulsado | 90+7' | Javier Cabrera |

| 12         | Guardameta     | Luis Mejía        |     |
| 11         | Defensa        | Gabriel Báez      |     |
| 4          | Defensa        | Sebastián Coates  |     |
| 29         | Defensa        | Julián Millán     | 81' |
| 19         | Defensa        | Lucas Morales     |     |
| 18         | Centrocampista | Jeremía Recoba    | 73' |
| 28         | Centrocampista | Franco Catarozzi  | 62' |
| 8          | Centrocampista | Christian Oliva   |     |
| 77         | Centrocampista | Nicolás Rodríguez | 62' |
| 7          | Delantero      | Nicolás López     |     |
| 9          | Delantero      | Bruno Damiani     | 73' |
| Entrenador | Entrenador     | Martín Lasarte    |     |

| 12         | Guardameta     | Guillermo de Amores |     |
| 15         | Defensa        | Maximiliano Olivera |     |
| 2          | Defensa        | Leonardo Coelho     |     |
| 23         | Defensa        | Javier Méndez       |     |
| 22         | Defensa        | Damián Suárez       | 46' |
| 27         | Centrocampista | Lucas Hernández     | 46' |
| 10         | Centrocampista | Leonardo Fernández  |     |
| 13         | Centrocampista | Eduardo Darias      | 60' |
| 6          | Centrocampista | Rodrigo Pérez       |     |
| 11         | Delantero      | Maximiliano Silvera | 80' |
| 25         | Delantero      | Jaime Báez          | 80' |
| Entrenador | Entrenador     | Diego Aguirre       |     |

| Anotado · Penal | 39' | Nicolás López  | 1–0 |
| Anotado         | 44' | Jeremía Recoba | 2–0 |

| Anotado | 71' | Diego García | 2–1 |

| 16 | Delantero      | Lucas Villalba | 62' |
| 31 | Centrocampista | Jairo Amaro    | 62' |
| 76 | Delantero      | Diego Herazo   | 73' |
| 22 | Centrocampista | Rómulo Otero   | 73' |
| 23 | Defensa        | Diego Polenta  | 81' |

| 50 | Delantero      | Diego García    | 46' |
| 20 | Defensa        | Pedro Milans    | 46' |
| 7  | Delantero      | Javier Cabrera  | 60' |
| 80 | Centrocampista | David Terans    | 80' |
| 9  | Delantero      | Felipe Avenatti | 80' |

| Amonestado | 21'    | Sebastián Coates  |
| Amonestado | 29'    | Nicolás Rodríguez |
| Amonestado | 69'    | Jairo Amaro       |
| Amonestado | 90+10' | Lucas Morales     |

| Amonestado | 19'    | Damián Suárez      |
| Amonestado | 25'    | Eduardo Darias     |
| Amonestado | 42'    | Leonardo Coelho    |
| Amonestado | 83'    | Pedro Milans       |
| Amonestado | 90+13' | Leonardo Fernández |

| Expulsado | 90+5' | Diego Herazo  |
| Expulsado | 90+5' | Nicolás López |

| Expulsado | 90+5' | Rodrigo Pérez  |
| Expulsado | 90+7' | Javier Cabrera |

Campeón

Nacional
3° título